# Subselliflorae
Subselliflorae è un sottordine di ottocoralli dell'ordine Pennatulacea.

## Descrizione
Comprende i Pennatulacei i cui polipi non si dipartono direttamente dal rachide centrale, ma da ramificazioni laterali dello stesso..

## Tassonomia
Comprende le seguenti famiglie:
- Halipteridae Williams, 1995
- Pennatulidae Ehrenberg, 1834
- Virgulariidae Verrill, 1868

Recenti studi filogenetici hanno evidenziato il carattere polifiletico di questo raggruppamento, mettendone in dubbio la validità.